# Arroyo Catalán Chico
L'Arroyo Catalán Chico és un rierol del nord de l'Uruguai, ubicat al departament d'Artigas. Forma part de l'Arroyo Catalán.
El Catalán Chico s'estén al llarg de la Cuchilla de Belén, a l'oest del Cerro Vichaderos. A partir d'aquí flueix inicialment cap al nord-oest. Més endavant, en la seva major part, gairebé paral·lel a l'Arroyo del Medio, en direcció nord. Finalment, passa per sota de la ruta 30, tres quilòmetres abans de desembocar en l'afluent del costat esquerre de l'Arroyo Catalán Grande.